# Daniel Larsson
Daniel Larsson (né le 7 février 1986 à Boden en Suède) est un gardien de but professionnel de hockey sur glace.

## Carrière

### Début de carrière
Il commence sa carrière en jouant pour le club de Luleå HF en moins de 18 ans en 2002 puis en moins de 20 ans la saison suivante. Cette même saison, en 2003-04, il joue également un match avec l'équipe de sa ville natale dans la seconde division suédoise, l’Allsvenskan. Il joue alors un match avec Bodens IK en 2003-04 mais fait ensuite partie de l'effectif à temps complet lors de la saison suivante. Il partage son temps de jeu avec Matti Järvinen. L'équipe finit à la dernière place de la saison et Daniel Larsson décide alors de changer de club. Il signe pour le club d'Hammarby IF mais connaît un sort similaire avec l'équipe (avant dernière place de la saison). L'équipe parvient tout de même à se maintenir à la suite de la phase de promotion / relégation.

### Les débuts en élite
Au cours de l'été qui va suivre, il participe au repêchage d'entrée dans la Ligue nationale de hockey. Il est alors choisi par les Red Wings de Détroit lors de la troisième ronde – il est le 92e joueur choisi au total et le quatrième choix de Détroit. Il ne décide pas pour autant de rejoindre l'Amérique du Nord mais va signer un contrat avec un club de l'Elitserien, le championnat élite de Suède. Il partage son temps sur la glace avec Teemu Lassila dans les buts de Djurgårdens IF. Finalement, il sera titulaire pour la saison suivante. L'équipe décroche une septième place à l'issue de la saison régulière mais se fait éliminer au premier tour des playoffs. Il remporte tout de même à titre personnel le trophée Honkens en tant que meilleur gardien de la saison mais également le Årets rookie, prix du meilleur joueur dans sa première saison complète.